# La fúria d'una mare
La fúria d'una mare (títol original en anglès, Rushed) és una pel·lícula dramàtica de thriller i misteri estatunidenca del 2021 dirigida per Vibeke Muasya i protagonitzada per Siobhan Fallon Hogan (que també va escriure el guió i va coproduir la pel·lícula) i per Robert Patrick. S'ha doblat i subtitulat al català.

## Repartiment
- Siobhan Fallon Hogan com a Barbara O'Brien
- Robert Patrick com a Jim O'Brien
- Jake Weary com a Steven Croission
- Jay Jay Warren com a Jimmy O'Brien
- Justin Linville com a Vergil
- Peri Gilpin com la Sra. Donohue
- Brian O'Halloran com el rector de la parròquia